# Битке код Лексингтона и Конкорда
Битке код Лексингтона и Конкорда су били први војни окршаји између Велике Британије и њених тринаест колонија у Америчком рату за независност. Вођене су 19. априла 1775. у округу Милдсекс, провинција Залив Масачусетс, у околини градића Лексингтон, Конкорд, Линколн, Менотоми (данашњи Арлингтон) и Кембриџ.
Око 700 британских војника, предвођених потпуковником Франсисом Смитом, је дато тајно наређење да заузму и униште војне залихе које је масачусетска милиција скупила код Конкорда. Уз помоћ ефикасног прикупљања података, колонијални патриоти су сазнали за напад недељама пре похода који би могао да угрози њихове залихе и преместили их на друга места. Такође су добили детаље о британским плановима ноћ пре битке и могли су брзо да узбуне обласне милиције о кретањима непријатеља.
Први хици су испаљени у Лексингтону у зору. Милиције су биле бројчано надјачане и приморане на повлачење, а британски војници су наставили даље ка Конкорду, где су тражили залихе. На Старом северном мосту у Конкорду, око 500 америчких бораца је поразило три британске чете. Бројчано надјачани британски војници су се повукли од америчких положаја након битке на отвореном простору.
Још америчких бораца је убрзо стикло и нанело тешке губитке Британцима док су се ови повлачили према Бостону. Након повратка у Лексингтон, Смитову експедицију је спасило појачање предвођено бригадним генералом Хјуом Персијем. Удружене снаге, које су сада бројале око 1700 људи, се повукло ка Бостону под тешком паљбом и стигло на безбедно код Чарлстона. Окупљене америчке милиције су блокирале узак копнени приступ Чарлтону и Бостону и почели опсаду Бостона.